# One Love Manchester

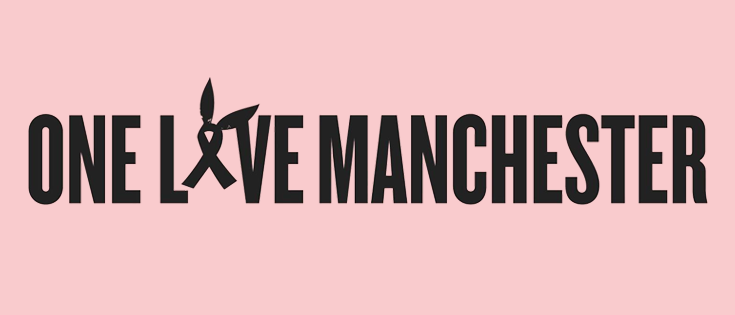
Logo One Love Manchester

One Love Manchester byl benefiční koncert živě vysílaný a pořádaný zpěvačkou Ariana Grande po sebevražedném bombovém útoku v Manchester aréně v květnu 2017. Odehrával se na kriketovém stadionu Emirates Old Trafford pro 50 000 lidí v Manchesteru. V Česku ho vysílala televizní stanice ČT art. 
Britská pobočka Mezinárodního červeného kříže při tomto koncertu vybrala 10 milionů liber (v přepočtu 296 milionů korun). Nahrávka z něj byla vydána jako album na Apple Music a Spotify.

## Pěvecká vystoupení
| Vystupující                                                                       | Skladba(y) |
| --------------------------------------------------------------------------------- | --- |
| Marcus Mumford                                                                    | - "Timshel" |
| Take That                                                                         | - "Shine" - "Giants" - "Rule the World" |
| Robbie Williams                                                                   | - "Strong" - "Angels" |
| Pharrell Williams                                                                 | - "Get Lucky" (s Marcusem Mumfordem) - "Happy" (s Miley Cyrus) |
| Miley Cyrus                                                                       | - "Inspired" |
| Niall Horan                                                                       | - "Slow Hands" - "This Town" |
| Ariana Grande                                                                     | - "Be Alright" - "Break Free" |
| Stevie Wonder (Vystoupení Stevie Wondera bylo předtočeno a puštěno na obrazovce.) | - "Love's in Need of Love Today" |
| Little Mix                                                                        | - "Wings" |
| Victoria Monét                                                                    | - "Better Days" (s Arianou Grande) |
| The Black Eyed Peas                                                               | - "Where Is the Love?" (s Arianou Grande) |
| Imogen Heap                                                                       | - "Hide and Seek" |
| Ariana Grande                                                                     | - "My Everything" (s Parrs Wood High School Choir) - "The Way" (s Macem Millerem) - "Dang!" (s Macem Millerem) - "Don't Dream It's Over" (s Miley Cyrus) - "Side to Side" |
| Katy Perry                                                                        | - "Part of Me" - "Roar" |
| Justin Bieber                                                                     | - "Love Yourself - "Cold Water |
| Ariana Grande                                                                     | - "Love Me Harder" |
| Chris Martin and Jonny Buckland                                                   | - "Don't Look Back in Anger" |
| Coldplay                                                                          | - "Sit Down" / "Fix You" - "Viva la Vida" - "Something Just Like This" |
| Liam Gallagher                                                                    | - "Rock 'n' Roll Star" - "Wall of Glass" - "Live Forever" (s Chrisem Martinem a Jonnym Bucklandem)                                                                        |
| Ariana Grande                                                                     | - "One Last Time" - "Over the Rainbow" |